# Polysphincta areolaris
Polysphincta areolaris là một loài tò vò trong họ Ichneumonidae.